# RERG
RERG (англ. RAS like estrogen regulated growth inhibitor) – білок, який кодується однойменним геном, розташованим у людей на короткому плечі 12-ї хромосоми. Довжина поліпептидного ланцюга білка становить 199 амінокислот, а молекулярна маса — 22 608.
| 10         |  | 20         |  | 30         |  | 40         |  | 50         |
| ---------- |  | ---------- |  | ---------- |  | ---------- |  | ---------- |
| MAKSAEVKLA |  | IFGRAGVGKS |  | ALVVRFLTKR |  | FIWEYDPTLE |  | STYRHQATID |
| DEVVSMEILD |  | TAGQEDTIQR |  | EGHMRWGEGF |  | VLVYDITDRG |  | SFEEVLPLKN |
| ILDEIKKPKN |  | VTLILVGNKA |  | DLDHSRQVST |  | EEGEKLATEL |  | ACAFYECSAC |
| TGEGNITEIF |  | YELCREVRRR |  | RMVQGKTRRR |  | SSTTHVKQAI |  | NKMLTKISS  |

A: Аланін

C: Цистеїн

D: Аспарагінова кислота

E: Глутамінова кислота

F: Фенілаланін

G: Гліцин

H: Гістидин

I: Ізолейцин

K: Лізин

L: Лейцин

M: Метіонін

N: Аспарагін

P: Пролін

Q: Глутамін

R: Аргінін

S: Серин

T: Треонін

V: Валін

W: Триптофан

Задіяний у такому біологічному процесі, як альтернативний сплайсинг. 
Білок має сайт для зв'язування з нуклеотидами, ГТФ. 
Локалізований у цитоплазмі.